# Nawab Abdul Latif
Nawab Abdul Latif (n. 1828 - 10 de julio de 1893) fue uno de los pioneros promotores de la modernización y el renacimiento musulmán en su país natal Bangladés.
Provenía de una familia musulmana del distrito de Faridpur, empezando sus estudios anglo-árabes en la Madrasa 'Aliya por inspiración de su padre. Así, tiempo después inició su carrera como profesor en la Secundaria Colegiada de Daca, impartiendo posteriormente clases de inglés y árabe en la escuela donde obtuvo su formación académica. 
Fue el primer miembro musulmán del Concejo Legislativo de Bengala en 1862 y un año después, fue afiliado a la Universidad de Calcuta. Fue premiado con el título de Khan Bahadur en 1877 e investido con la dignidad del rango de nawab en 1880. En 1849 fue designado como diputado y promovido para el cargo de presidente magistrado en 1877, retirándose del servicio gubernamental el año de 1884.